# محمد المهمل
محمد خلف دهش المهمل المطيري (1945 ، نائب سابق في مجلس الامة الكويتي ، شارك في انتخابات مجلس الأمة الكويتي عام 1992 وفاز بالعضوية عن الدائرة السابعة عشر - جليب الشيوخ - وحصل علي (577) صوت وحصل علي المركز الأول، كما شارك في انتخابات المجلس الوطني الكويتي عام 1990 وفاز بالعضوية عن الدائرة السابعة عشر - جليب الشيوخ - وحصل علي (565) صوت وحصل علي المركز الأول.

## من مواقفه بالمجلس
- كان من ضمن النواب ممن طرح الثقة بالوزير أحمد الربعي في جلسة طرح الثقة عام 1995.